# Débora Almeida
Débora Luzinete de Almeida Severo (Garanhuns, 19 de dezembro de 1978), é uma advogada e política brasileira. É deputada estadual de Pernambuco pelo PSDB.

## Biografia
Débora Almeida é advogada, procuradora federal e já exerceu o cargo de prefeita da cidade de São Bento do Una em Pernambuco por dois mandatos consecutivos 2013 a 2016 / 2017 a 2020. Foi eleita nas eleições de 2022, obtendo 51.282 votos.